# Piolho-da-cerejeira-brava
O piolho-da-cerejeira-brava, Rhopalosiphum padi, também designado por outros nomes científicos, é uma espécie de afídio. As formas adultas são ápteras, de forma globosa e de cor verde-escura, com antenas divididas em três segmentos e sifúnculos curtos.
Espécie polífaga, alimenta-se de várias plantas, sendo o azereiro-dos-danados (Prunus padus) o seu hospedeiro primário. As gramíneas, como o milho, cevada, aveia e trigo constituem os seus possíveis hospedeiros secundários. Os ovos são postos sobre o azereiro-dos-danados, desenvolvendo-se e alimentando-se aí a fêmea fundadora e 2 a 3 gerações de fundatrigéneas, o que causa danos nas folhas jovens, que ficam com aspecto enrugado. As fundatrigéneas aladas migram para as gramíneas, principalmente para o milho, ocupando em primeiro lugar o espaço entre o caule e o limbo das folhas, na casca ou na página inferior das folhas. Começam a fazer esta migração logo em Junho, mas começam a fazer migrações mais numerosas entre setembro e novembro, quando as condições climáticas diminuem a possibilidade de serem atacados por micoses e predadores de afídios. Depois de o milho ganhar flor, os afídios movem-se para as panículas e nas espigas. Terminado o ciclo de desenvolvimento do milho, movem-se para os cereais de inverno. No outono, com a diminuição do fotoperíodo, aparecem nas gramíneas as ginóparas (fêmeas) aladas e os machos, também alados, que voltam para o hospedeiro primário. Aí, as ginóparas dão origem a fêmeas ovíparas.
Estudos feitos sobre populações criados em azereiro-dos-danados mostram que se formam espécimes migrantes, alados, no caso de existir subnutrição (isto é, se a planta deixa de produzir seiva em abundância) ou no caso de excesso de indivíduos na população de afídios em causa.
Em regiões onde existem culturas intensivas de cereais, estes afídios passam a apresentar um ciclo de vida anolocíclico, isto é, sem necessidade que procedam à reprodução sexuada nos hospedeiros primários.

## Danos na cultura dos cereais
Entre os estragos que podem causar nas culturas de cereais verifica-se o enrolamento em espiral das folhas dos mesmos, sendo o milho e culturas de verão as mais afectadas e a transmissão de vírus, como o vírus-do-nanismo-amarelo-da-cevada.

## Sinonímia
Esta espécie é ainda conhecida pelos seguintes nomes científicos
:
- Anuraphis padi auct. nec. L.
- Anuraphis prunina (Walker, 1848)
- Aphis fitchii Sanderson 1902
- Aphis padi Linnaeus, 1758
- Aphis prunifoliae (Fitch, 1855) partim.
- Aphis prunina Walker, 1848
- Brachycaudus padi auct. nec. L.
- Brachycaudus pruni (Koch, 1854)
- Rhopalosiphum fitchii auct. nec. Fitch
- Rhopalosiphum prunifoliae (Fitch)
- Siphonaphis padi (Linnaeus)
- Siphonaphis prunifoliae
- Aphis avenae Fabricius
- Rhopalosiphon padi (L.)
- Aphis annuae Oestlund, 1886
- Aphis avenae-sativae Shrank, 1801
- Aphis holci Ferrari, 1872
- Rhopalosiphum padi americanum Mordvilko, 1921
- Aphis pseudoavenae Patch, 1917
- Aphis tritici Lawson, 1866
- Aphis africana Theobald, 1926
- Siphocoryne acericola Matsumura, 1917
- Siphocoryne faxinicola Matsumura, 1917
- Siphocoryne donarium Matsumura, 1918
- Aphis uwamizusakurae Monz., 1929